# Aruna Villiers
Pour les articles homonymes, voir Villiers.
Aruna Villiers est une réalisatrice française.

## Biographie
Elle est l'une des filles, avec la réalisatrice Patty Villiers, du réalisateur François Villiers et de Mara Villiers, ainsi qu'une des nièces de l'acteur Jean-Pierre Aumont. Aruna Villiers a réalisé un court métrage et deux épisodes de séries télévisées avant de tourner son premier long métrage, À ton image, produit par EuropaCorp et sorti en 2004, avec Christophe Lambert, Nastassja Kinski, Rufus et Isabelle Caubère.
Elle travaille ensuite pour la télévision.

## Filmographie

### Cinéma
- 1998 : Noël en famille
- 2004 : À ton image

### Télévision
- 1999 : Chair en vie (épisode de la série Chambre n° 13)
- 2000 : Piège en haute sphère (épisode de la série Vertiges)

#### Épisodes de la sérieLe Sang de la vigne
- 2012 : Mission à Pessac
- 2012 : Noces d'or à Sauternes
- 2013 : Question d'eau de vie… ou de mort
- 2014 : Cauchemar en Côte-de-Nuits
- 2014 : Du raffut à Saint-Vivant
- 2015 : Ne tirez pas sur le caviste

## Distinction
- Prix de la meilleure réalisation au Festival de la fiction TV de Saint-Tropez 2000 pour Piège en haute sphère[2]